# Muzeul de Istorie Locală și Etnografie din Brad
Muzeul de Istorie Locală și Etnografie din Brad este un muzeu în cadrul Secției de Istorie și Artă a Muzeului Civilizației Dacice și Romane din Deva. Este amplasat în municipiul Brad, pe strada Cloșca, nr. 2-4, în apropiere de Muzeul Aurului.
Primele expoziții ale muzeului au avut la bază colecția de obiecte de artă populară ale brădeanului Ștefan Sofian, care le-a donat comunității locale încă din anul 1977, până la momentul înființării muzeului acestea fiind depozitate și expuse la Casa de Cultură din Brad.
Muzeul de Istorie Locală și Etnografie a luat ființă în data de 26 ianuarie 1988. 
Cu ocazia înființării s-au deschis expozițiile permanente istorie locală, la parter, și de etnografie, la etaj. 
Colecția cuprinde obiecte etnografice din zona Zarandului: clopote pentru animale, unelte, lăzi pentru grâne, lăzi de zestre, război de țesut, ceramică, costume populare, icoane, o casă tradițională amplasată în curtea muzeului, instrumente muzicale (fluiere) etc.
Sălile și curtea muzeului găzduiesc evenimente, ateliere pe diverse teme, pentru copii și adulți, care aduc informații despre tradițiile, obiceiurile, meșteșugurile specifice satelor din Zarand și despre personalitățile locale: poeți sau meșteri populari.